# Jerome Alan Danzig
Jerome Alan Danzig (7 de febrero de 1913 - 15 de julio de 2001) fue un reportero, productor de noticias y asesor principal del gobernador de Nueva York, Nelson A. Rockefeller.

## Biografía
Danzig nació el 7 de febrero de 1913 en Manhattan, hijo de Helen (de soltera Wolf) y Jerome J. Danzig, fundador de la firma de comercio de bonos J.J. Danzig y exgobernador de la Bolsa de Valores de Nueva York. Tenía dos hermanos: Frank Danzig y Evelyn Danzig Haas (casada con Walter A. Haas Jr.). Se graduó de la Escuela Horace Mann y del Dartmouth College. Sirvió en el Teatro de Operaciones Europeo durante la Segunda Guerra Mundial como teniente comandante. En 1935, trabajó como reportero para WOR (AM) en Nueva York, siendo uno de los primeros reporteros en transmitir desde ubicaciones remotas. Luego trabajó como ejecutivo de programación tanto para CBS como para NBC (1953-1961); en NBC, produjo el Today Show y The Tonight Show con Jack Paar. En 1962, fue nombrado miembro del personal del gobernador republicano de Nueva York Nelson A. Rockefeller, donde gestionó todas sus relaciones de transmisión, incluidas sus fallidas candidaturas presidenciales en 1964 y 1968. Después del mandato de Rockefeller en 1973, continuó trabajando para el gobierno estatal y dirigió su propia empresa de consultoría de gestión.
En 1951, se casó con la tenista profesional Sarah Palfrey Cooke (1912-1996). Tuvieron un hijo juntos, Jerome Palfrey Danzig; y tuvo una hijastra del matrimonio anterior de Palfrey, Diana Cooke Dupont. Danzig murió el 15 de julio de 2001, a la edad de 82 años en su casa en el Upper East Side de Manhattan.